# ティトゥス・アンニウス・ルスクス・ルフス
ティトゥス・アンニウス・ルスクス・ルフス（ラテン語: Titus Annius Rufus luscus、生没年不詳）は、紀元前2世紀中期・後期の共和政ローマの政治家。紀元前128年に執政官（コンスル）を務めた。

## 出自
ルスクス・ルフスはプレブス（平民の）のアンニウス氏族の出身である。ルフスのアグノーメン（愛称）を使ったのは、彼が初めてである。
アンニウス氏族はラティウムに起源を持ち、紀元前2世紀になって高位官職者を出すようになった。ルフスの父は、紀元前153年の執政官ティトゥス・アンニウス・ルスクス、祖父は紀元前172年にマケドニア王ペルセウスに派遣されたレガトゥス（外交使節）および紀元前169年に植民都市アクイレイア拡張の三人委員を務めた人物と思われる。

## 経歴
紀元前131年、ルフスはプラエトル（法務官）に就任した。このときルフスはアドリアとアクイレイアを結ぶアンニウス街道を建設した（ただし、建設者は父であるという説、またルフスが建設者の場合でも、執政官就任時とする説もある）。紀元前128年に執政官に就任。同僚執政官は同じくプレブス出身のグナエウス・オクタウィウスであった。執政官就任中の活動は不明である。

## 参考資料
- Klebs E. Annius 64 // Paulys Realencyclopädie der classischen Altertumswissenschaft . - 1894. - Bd. I, 2. - Kol. 2270
- Klebs E. Annius 78 // Paulys Realencyclopädie der classischen Altertumswissenschaft . - 1894. - Bd. I, 2. - Kol. 2277